# غيرينزاغو (بافيا)
غيرينزاغو (بالإيطالية: Gerenzago)‏ هي بلدة تقع في مقاطعة بافيا بإقليم لومبارديا في شمال إيطاليا. تبلغ مساحة هذه المدينة 5.4 (كم²)، وترتفع عن سطح البحر م، بلغ عدد سكانها 1152 نسمة في عام 2006 حسب إحصاء المعهد الوطني للإحصاء.

## السكان
في سنة 1861 بلغ عدد السكان 873 نسمة، وتطور العدد ليصل في سنة 2011 لـ 1٬386 نسمة.
يظهر هذا المخطط البياني تطور النمو السكاني لـ غيرينزاغو (بافيا)